# TRPTK
TRPTK is een Nederlands platenlabel gespecialiseerd in klassieke muziek. TRPTK (spreek uit: triptik) is in 2014 opgericht door opnametechnicus Brendon Heinst en muziekproducent Luuk Meijssen. TRPTK streeft ernaar zich te onderscheiden met een bijzonder hoge geluidskwaliteit van opnamen.

## Musici op het TRPTK-label
Voorbeelden van musici die een of meer albums hebben opgenomen bij TRPTK (solo of met andere musici):
- Alexander Warenberg
- Amstel Quartet
- Channa Malkin
- Dmitry Ferschtman
- Dominic Seldis
- Ed Spanjaard
- Farid Sheek
- Frank van de Laar
- Kersten McCall
- Maarten van Veen
- Marc van Roon
- Martin van Hees
- Mattias Spee
- Maya Fridman
- Menno van Delft
- Merel Vercammen
- Nicolas van Poucke
- Noord Nederlands Orkest
- Philharmonie zuidnederland
- Pieter van Loenen
- Ralph Rousseau
- Ralph van Raat
- Rembrandt Frerichs
- Sander Teepen
- Sylvia Huang
- Thomas Beijer
- Ties Mellema
- Tjeerd Top

## Ontvangst in de pers
Verschillende albums van TRPTK werden goed ontvangen in media in binnen- en buitenland, onder andere in Gramophone, AllAboutJazz, Luister en Het Parool. Hierbij werd in verschillende recensies de productie en/of opnamekwaliteit als positief punt genoemd. 